# Ronde van Frankrijk 2021/Twintigste etappe
De twintigste etappe van de Ronde van Frankrijk 2021 werd verreden op 17 juli met start in Libourne en finish in Saint-Émilion.

## Uitslag
| Libourne – Saint-Émilion (30,8 km) |                  |                       |         |
| Plaats                             | Naam             | Ploeg                 | Tijd    |
| 1                                  | Wout van Aert    | Team Jumbo-Visma      | 35'53"  |
| 2                                  | Kasper Asgreen   | Deceuninck–Quick-Step | + 21"   |
| 3                                  | Jonas Vingegaard | Team Jumbo-Visma      | + 32"   |
| 4                                  | Stefan Küng      | Groupama-FDJ          | + 38"   |
| 5                                  | Stefan Bissegger | EF Education-Nippo    | + 44"   |
| 6                                  | Mattia Cattaneo  | Deceuninck–Quick-Step | + 49"   |
| 7                                  | Mikkel Bjerg     | UAE Team Emirates     | + 52"   |
| 8                                  | Tadej Pogačar    | UAE Team Emirates     | + 57"   |
| 9                                  | Magnus Cort      | EF Education-Nippo    | + 1'00" |
| 10                                 | Dylan van Baarle | INEOS Grenadiers      | + 1'21" |

| Algemeen klassement |                   |                     |           |
| Plaats              | Naam              | Ploeg               | Tijd      |
| Gele trui           | Tadej Pogačar     | UAE Team Emirates   | 80u16'59" |
| 2                   | Jonas Vingegaard  | Team Jumbo-Visma    | + 5'20"   |
| 3                   | Richard Carapaz   | INEOS Grenadiers    | + 7'03"   |
| 4                   | Ben O'Connor      | AG2R-Citroën        | + 10'02"  |
| 5                   | Wilco Kelderman   | BORA-hansgrohe      | + 10'13"  |
| 6                   | Enric Mas         | Movistar Team       | + 11'43"  |
| 7                   | Aleksej Loetsenko | Astana-Premier Tech | + 12'23"  |
| 8                   | Guillaume Martin  | Cofidis             | + 15'33"  |
| 9                   | Peio Bilbao       | Bahrain-Victorious  | + 16'04"  |
| 10                  | Rigoberto Urán    | EF Education-Nippo  | + 18'34"  |
|                     |                   |                     |           |
| 17                  | Dylan Teuns       | Bahrain-Victorious  | + 51'40"  |

## Nevenklassementen
| Puntenklassement |                  |                       |        |
| Plaats           | Naam             | Ploeg                 | Punten |
| Groene trui      | Mark Cavendish   | Deceuninck–Quick-Step | 304    |
| 2                | Michael Matthews | Team BikeExchange     | 269    |
| 3                | Sonny Colbrelli  | Bahrain-Victorious    | 216    |

| Bergklassement |                  |                    |        |
| Plaats         | Naam             | Ploeg              | Punten |
| Bolletjestrui  | Tadej Pogačar    | UAE Team Emirates  | 107    |
| 2              | Wout Poels       | Bahrain-Victorious | 88     |
| 3              | Jonas Vingegaard | Team Jumbo-Visma   | 82     |

| Jongerenklassement |                  |                   |           |
| Plaats             | Naam             | Ploeg             | Tijd      |
| Witte trui         | Tadej Pogačar    | UAE Team Emirates | 75u00'02" |
| 2                  | Jonas Vingegaard | Team Jumbo-Visma  | + 5'20"   |
| 3                  | David Gaudu      | Groupama-FDJ      | + 21'21"  |

| Ploegenklassement |                    |            |
| Plaats            | Ploeg              | Tijd       |
|                   | Bahrain-Victorious | 241u17'56" |
| 2                 | EF Education-Nippo | + 19'12"   |
| 3                 | Team Jumbo-Visma   | + 1u11'35" |
| 4                 | INEOS Grenadiers   | + 1u27'10" |
| 5                 | AG2R-Citroën       | + 1u31'54" |

1e etappe ·
2e etappe ·
3e etappe ·
4e etappe ·
5e etappe ·
6e etappe ·
7e etappe ·
8e etappe ·
9e etappe ·
10e etappe ·
11e etappe ·
12e etappe ·
13e etappe ·
14e etappe ·
15e etappe ·
16e etappe ·
17e etappe ·
18e etappe ·
19e etappe ·
20e etappe ·
21e etappe
Startlijst · Eindstanden · Afbeeldingen